# Samarśke (hromada Petropawliwka)
Samarśke (ukr. Самарське) – wieś na Ukrainie, w obwodzie dniepropetrowskim, w rejonie synelnykowskim, w hromadzie Petropawliwka. W 2001 liczyła 1094 mieszkańców.